# Banie
Banie (dawniej niem. Bahn) – wieś w północno-zachodniej Polsce położona w województwie zachodniopomorskim, w powiecie gryfińskim, w gminie Banie, nad rzeką Tywą, pomiędzy jeziorami Dłużec (Długie Bańskie) i Jeziorem Mostowym. Siedziba gminy Banie.
Dawniej samodzielne miasto. W latach 1954–1972 wieś należała i była siedzibą władz gromady Banie. W latach 1975–1998 miejscowość położona była w województwie szczecińskim.
W 2011 roku wieś liczyła 1970 mieszkańców.

## Toponimia
Miasto znane od XIII w. pod różnym nazewnictwem: Banen 1235, Bane 1286, Baniz 1303, Banyz 1324. Forma zgermanizowana – Bahn. Jedna z teorii głosi, iż nazwa pochodzi od wyrazu bania, który oznaczał dawniej dół, dołek, tak więc wskazywała na położenie osady we wgłębieniu. W średniowieczu występowała też obocznie forma Banice, względnie Banica (utworzona za pomocą przyrostka zdrabniającego- ica).
Nazwa Banie została administracyjnie zatwierdzona 12 listopada 1946.

## Transport
Banie znajdują się u zbiegu dwóch szlaków drogowych – drogi wojewódzkiej nr 121 łączącej Gryfino i Myślibórz oraz drogi wojewódzkiej nr 122 biegnącej z Suchania do przejścia granicznego w Krajniku Dolnym.
Do 2000 roku przez Banie przebiegała linia kolejowa łącząca Chwarstnicę ze Swobnicą. We wsi była stacja kolejowa Banie.

## Historia
W IX–X wieku Banie stały się okręgiem grodowym, który bronił od zachodu dostępu do ziemi pyrzyckiej. W roku 1124 prawdopodobnie wprowadzono wiarę chrześcijańską w Baniach. Obszar obecnie nazywany ziemią bańską, książę Barnim I nadał w 1234 r. Zakonowi Templariuszy; wtedy też miejscowość została nazwana miastem. W pierwszej połowie XIII w. wzniesiono w Baniach kościół, a w pierwszej połowie XIV w. rozpoczęto budowę murów obronnych (linia murów posiadała wówczas dwie bramy i dwadzieścia baszt). Po kasacji zakonu templariuszy w 1312 r. tutejsze ziemie przejęli joannici, którzy w 1345 r. odstąpili miasto księciu Barnimowi III. W 1399 miał miejsce konflikt mieszczan z joannitami. W 1417 r. powstał szpital oraz kaplica św. Jerzego. W XV wieku przyjął się w Baniach obyczaj odgrywania scen z misterium Męki Pańskiej, ostatni raz miało to miejsce w 1498 roku. Przez zbieg okoliczności aktor, który odgrywał krzyżowanego Chrystusa trwał w zatargu z aktorem grającym legionistę Longinusa. Legionista korzystając z odgrywanej sceny przebił włócznią unieruchomionego przeciwnika raniąc go śmiertelnie. W wyniku zamieszek życie postradało jeszcze kilku mieszczan. W ten smutny sposób zakończył żywot piękny chrześcijański obyczaj, ponieważ sąd kościelny zakazał odgrywania tego typu widowisk. Zakaz ten przestrzegany jest do dziś. Wydarzenie to przypomina kaplica św. Jerzego, w której frontonie nadal tkwią haki służące do mocowania krzyża używanego podczas misterium. Podczas walk pomorsko-brandenburskich w 1487 roku miasto zostało dotkliwie zniszczone. Rozebrano też wówczas część fortyfikacji. W latach 1653–59 Banie pozostawały we władaniu Szwedów, a następnie Brandenburgii i od 1701 r. Prus. W roku 1766 rozebrano resztę fortyfikacji. Zachowała się jedynie XIV wieczna baszta prochowa. W roku 1840 został wybudowany nowy ratusz, a do kościoła w 1853 r. dobudowano wieżę. W trakcie działań wojennych w 1945 roku miasto zniszczone zostało w 50% i po wojnie utraciło prawa miejskie. Mimo zniszczeń, Banie zachowały średniowieczny układ ulic z trójkątnym rynkiem. (zobacz: Miejscowości w Polsce pozbawione praw miejskich).
W 1849 roku w Baniach żyło 94 Żydów. Większość z nich zajmowała się handlem. Gmina żydowska posiadała synagogę i cmentarz. W 1935 roku w miasteczku funkcjonowało 7 przedsiębiorstw żydowskich. Prawdopodobnie wszyscy żydowscy mieszkańcy Bań zdążyli uciec przed hitlerowskimi represjami.
W 1985 roku nastąpiło  na placu 2 Marca odsłonięcie nowego (pierwszy był postawiony w latach czterdziestych XX w.) pominika ku czci poległych żołnierzy Armii Czerwonej

## Zabytki
- XIII-wieczny kościół parafialny pw. Matki Bożej Wspomożenia Wiernych zbudowany z ciosów granitowych, przebudowywany w XV, XVII i XIX w., usytuowany na terenie średniowiecznego cmentarza, ogrodzony kamiennym murem. Wieżę rozebrano w 1853 r. i zastąpiono ją wąską dzwonnicą z ciosanego kamienia polnego. We wnętrzu kościoła znajduje się barokowy ołtarz z 1700 r., dwie płaskorzeźby, barokowa ambona z początku XVIII w., empora organowa z 1767 r., prospekt organowy z drugiej połowy XIX w. oraz płyty nagrobne barokowe z piaskowca.
- kaplica św. Jerzego z 1417 r., gotycka, zbudowana z ciosów granitowych, kamienia i cegły. Posiada wyposażenie barokowe, tj. płaskorzeźby z XVII/XVIII w. Odbudowana w latach 1997–1998[17].
- XIV-wieczna Baszta Prochowa, kamienno-murowana.
- XVIII-wieczne budynki ryglowo-murowane
- synagoga neoklasycystyczna z XIX w.
- budynek poczty z końca XIX w.
- pozostałości cmentarza ewangelickiego oraz kirkutu
- pomniki przyrody: dąb szypułkowy „Jagiełło” albo Pokoju (rynek, obwód ok. 400 cm), lipa drobnolistna „Maria” (obwód 595 cm, ul. Brzozowa).